# Another Brick in the Wall

Cover der Single Another Brick in the Wall (Part 2)

Another Brick in the Wall (englisch für Ein weiterer Ziegelstein in der Mauer) ist eines der bekanntesten Lieder der britischen Rockband Pink Floyd. Es wurde auf dem Album The Wall am 30. November 1979 erstveröffentlicht. Das Lied wurde in drei Teilen veröffentlicht, die auf der ersten CD des Albums die Tracknummern 3, 5 und 12 hatten. Der als Single publizierte zweite Teil der Trilogie wurde ein Welthit.

## Entstehung und Studioaufnahmen
Das Lied wurde von Roger Waters geschrieben, der dabei von seiner eigenen Schulzeit während der 1950er inspiriert wurde. Waters drückt darin seinen Unmut über die von ihm damals gefühlte Unterdrückung der Schüler durch sadistische Lehrkräfte aus und schlüpft in die Rolle eines Schülers. Mit ihrer „Erziehung“ und „Gedankenkontrolle“ würden die Lehrer großen Schaden bei den Kindern anrichten, sie sollten diese daher in Frieden lassen: Hey, Teacher, leave us kids alone. All in all you’re just another brick in the wall („Hey, Lehrer, lass uns Kinder in Ruhe! Alles in allem bist du nur ein weiterer Stein in der Mauer.“)
Die Planungen unter dem Arbeitstitel „Walls“ begannen bereits am 18. November 1978. Für Another Brick in the Wall Part II plante Arrangeur und Musikproduzent Bob Ezrin ursprünglich einen 4/4-Takt und ließ sich dabei von der damals aktuellen Tanzmusik inspirieren, doch hat der Song nur eine einzige einmal wiederholte Strophe. Deshalb schlug Toningenieur Nick Griffith (von den Britannia Row Studios, die Pink Floyd seit 1975 gehörten) vor, einen Kinderchor hinzuzufügen, um die Wiederholung zu singen. Unweit der Britannia-Row-Studios befand sich die Londoner Islington Green School, bei der man den Musiklehrer Alun Renshaw kontaktierte. Er bereitete 23 Kinder der Schule auf ihren Gesangspart vor. Der einstimmige, im Cockney-Dialekt singende Chor brauchte knapp eine Stunde für die Aufnahmen. In einem ersten Aufnahmeversuch sangen die Schüler als Chor, doch die Mitglieder von Pink Floyd baten die Schüler, wie auf einem Spielplatz zu singen. Da die Schüler unter anderem davon singen, dass sie keine Bildung bräuchten, verbot die Schule, sie im Musikvideo zu zeigen.
Die Musikaufnahmen begannen im Januar 1979 in den kleinen Super Bear-Tonstudios (Berre-les-Alpes in Frankreich) und dauerten dort bis Juni 1979. Auch das naheliegende Studio Miraval (Correns) wurde Juni bis Juli 1979 gebucht; hier wurde der Gesang von Roger Waters aufgenommen. Der Aufenthalt in Frankreich war auch steuerlich bedingt, um Steuern in Großbritannien zu sparen. Die Hauptphase mit dem markanten Gitarrensolo von David Gilmour auf einer alten Gibson Les Paul Goldtop von 1955 begann danach in den CBS 30th Street Studios in New York im August 1979, ab 6. September 1979 in den Cherokee Recording Studios bis 9. September. Zwischen dem 12. September und 6. November 1979 wurden die Arbeiten im Producers Workshop (Hollywood) fortgesetzt.
Produzenten des Gesamtwerks waren Bob Ezrin und James Guthrie neben Roger Waters und David Gilmour.

## Interpretation der Lieder
Das Album The Wall handelt von einem Protagonisten namens Pink, um den es auch in dem Lied Another Brick in the Wall geht. Die verschiedenen Musikstile auf der ersten CD des Albums repräsentieren Veränderungen in seiner Persönlichkeit.

### Teil 1
Spieldauer: 3:10 Minuten
Pink, der laut des Musikvideos etwa 5 bis 7 Jahre alt ist, hat eine Mauer („The Wall“) um seine Gedanken gebaut, die sowohl das Gute als auch das Schlechte von ihm fernhält. Er glaubt, dass er sie nicht verändern kann. Die Mauer hat er aufgrund der Last des Lebens errichtet, die er im Vorgängerlied The Thin Ice erfahren hat. Pink erzählt, dass sein Vater vor seiner Geburt über das Meer geflogen ist, was eine Metapher dafür darstellt, dass sein Vater im Zweiten Weltkrieg gestorben ist. Seinem Schicksal resignierend stellt er fest, dass es nur ein weiterer Ziegelstein in der Mauer („Another Brick in the Wall“) war. Pink hält es für sein unausweichliches Schicksal, dass die Mauer, die schon immer in seinem Leben vorhanden war, immer weiter wachsen wird.
Pink ist verbittert über den Tod seines Vaters. Er fragt, was sein Vater ihm außer einem Bild im Familienalbum zurückgelassen habe. Die akustische Untermalung deutet auf eine Zeit hin, zu der all die Gefühle aus Pink herausbrechen werden und zeigt gleichzeitig die Emotionen, die er fühlt.
Als Pink älter wird, richtet er seinen Hass gegen England, Hitler, den Krieg und alle daran Beteiligten. Die Verärgerung wird zu seinem Lebensinhalt und er wird selbst zu dem, was er am meisten gehasst hat.

### Teil 2
Spieldauer: 3:59 Minuten
An Pinks Schule erheben sich die Schüler gegen die Lehrerschaft, welche zynisch und kalt zu den Schülern ist. Die Lehrer versuchen, die Schüler mit düsterem Sarkasmus und Gedankenkontrolle in ihre Welt der Ängste und Unfreiheit zu locken.
Waters kritisiert mit dem Text das Schulsystem in England, das den Individualismus nicht fördere, sondern alle nach Schema F erziehen wolle. Die Zeile „We don’t need no education“ drückt unmissverständlich aus, dass die Lehrer als ungeeignet empfunden werden. Gleichzeitig demonstrierte Waters, dass Gemeinschaft immer vorhanden sei und dass selbst im Kampf der Schüler um den Individualismus Mitläufertum und Gemeinschaft vorhanden seien.
Die Musik des zweiten Teils enthält mehr Variationen als der erste Teil, um wieder die Persönlichkeit Pinks darzustellen. Die Melodie ist energetischer und spiegelt Pinks jugendliches Aufbegehren und seine entstehende künstlerische Phantasie wider. Zugleich ist jedoch Pinks Konformität zum Ablauf des Aufbaus der Mauer im Refrain vorhanden. Jeder Verletzung folgt nur ein weiterer Stein in der Mauer (Another Brick in the Wall). Ein Gitarrensolo scheint zwischenzeitlich eine Befreiung einzuläuten, doch dann sind Szenen aus der Klasse zu hören. Die Verbindung mit den Ereignissen der Lieder Young Lust und One of my Turns werden musikalisch angedeutet, indem am Schluss des Teils ein Telefon klingelt. Darin wird später ein Hinweis auf das Scheitern sozialer Verbindungen wie Ehe und Schule gegeben.

### Teil 3
Spieldauer: 1:15 Minuten
Der dritte Teil zeigt den Ausbruch der jahrelang angestauten Verletzungen und Demütigungen. Pink weist die Dinge ab, die ihm jahrelang scheinbar den Schmerz seiner Existenz genommen haben: Die fragwürdige „Liebe“ seiner dominanten Mutter und später seiner Frau, sowie Medikamente. Die Gitarrenklänge sind explosiv, um die Stimmung zu unterstreichen. Pink sieht voraus, dass seine Geschichte tragisch ausgehen wird, wenn er nichts ändert. Pink sieht seine einzige Rettung darin, die Mauer (Wall) fertigzubauen und sich in die Isolation zu flüchten. Er redet sich ein, dass alle anderen Menschen nur weitere Steine in der Mauer waren (All in all you all were just bricks in the wall). Pinks Unfähigkeit, soziale Kontakte zu knüpfen, die Gedanken an die Schmerzen seiner Vergangenheit und die Untreue seiner Frau führen ihn schließlich zu dem finalen Entschluss, alle verbliebenen Löcher in der Mauer zu füllen und sich zu opfern, indem er eine Isolation zu allen Menschen aufbaut. Von einem Schutzwall hat sich Pinks Mauer in ein Gefängnis ohne Entkommen verwandelt.
Waters stützte diese Interpretation 1979. Er erklärte in einem Interview, dass Pinks Mauer sein Verlangen füllt.

## Veröffentlichung
Die Single Another Brick in the Wall (Part 2) wurde am 23. November 1979 als Single veröffentlicht.
Das US-amerikanische Magazin Rolling Stone führte 2004 Another Brick in the Wall, Part 2 auf Platz 375 der 500 besten Songs aller Zeiten.
Another Brick in the Wall ist das titelgebende Lied der Doppel-LP (veröffentlicht am 30. November 1979), der live aufgeführten Rock-Oper (uraufgeführt am 7. Februar 1980 in Los Angeles) und des Kinofilms The Wall (Premiere in Cannes am 23. Mai 1982, außerhalb der Festspiele vorgeführt).
Die kritischen Passagen gegen eine bestimmte Art des Lernens führten dazu, dass Another Brick in the Wall, Part II als anarchistische Hymne für Proteste verwendet wurde. Nachdem farbige Schüler in Südafrika das Lied bei ihren gewaltsam niedergeschlagenen Protesten gegen den von der Apartheid-Ideologie bestimmten Lehrplan sangen, verbot es die Regierung am 2. Mai 1980.
Another Brick in the Wall wurde unter anderem von Korn, Class of ’99 und von der deutschen Formation Vierzehn unter dem Titel Stein um Stein gecovert. 2019 wurde eine Version von Diego, Nora und Lionel Baldenweg als Titelsong für die Netflix-Serie The Unlisted eingesetzt.

## Kommerzieller Erfolg
Die Single verkaufte sich innerhalb von 5 Tagen in Großbritannien 340.000 Mal, bis Januar 1980 waren hier 1.080.000 Exemplare verkauft, wozu insbesondere der Status als Weihnachts-Nummer-eins-Hit beitrug. In den USA gingen 1,5 Millionen, in Frankreich 841.000 und in Deutschland 250.000 Singles über die Ladentheke. Insgesamt wurden weltweit 3,661 Millionen vermarktet. Der nonkonformistische Millionenseller über die repressive Schulpolitik war in 10 Ländern Nummer-eins-Hit, darunter in den Vereinigten Staaten vom 22. März bis 23. April 1980, in Großbritannien vom 9. Dezember 1979 bis 15. Januar 1980 und in Deutschland vom 4. bis 18. Februar 1980 sowie am 3. März 1980. In Österreich war die Single vom 1. März bis 30. April 1980 und in der Schweiz vom 3. Februar bis 19. April 1980 Nummer eins.
| ChartsChartplatzierungen       | Höchstplatzierung | Wochen |
| ------------------------------ | ----------------- | ------ |
| Deutschland (GfK)              | 1 (34 Wo.)        | 34     |
| Österreich (Ö3)                | 1 (20 Wo.)        | 20     |
| Schweiz (IFPI)                 | 1 (17 Wo.)        | 17     |
| Vereinigte Staaten (Billboard) | 1 (25 Wo.)        | 25     |
| Vereinigtes Königreich (OCC)   | 1 (12 Wo.)        | 12     |

| ChartsJahrescharts (1980)      | Platzierung |
| ------------------------------ | ----------- |
| Deutschland (GfK)              | 2           |
| Österreich (Ö3)                | 2           |
| Schweiz (IFPI)                 | 1           |
| Vereinigte Staaten (Billboard) | 2           |

### Auszeichnungen für Musikverkäufe
Another Brick in the Wall wurde weltweit mit 3× Gold und 9× Platin ausgezeichnet. Damit wurden laut Auszeichnungen über 4,6 Millionen Einheiten der Single verkauft (inklusive Premium-Streaming).
| Land/Region                  | Auszeichnungen für Musikverkäufe (Land/Region, Auszeichnung, Verkäufe) | Verkäufe  |
| ---------------------------- | ---------------------------------------------------------------------- | --------- |
| Dänemark (IFPI)              | Platin                                                                 | 90.000    |
| Deutschland (BVMI)           | Gold                                                                   | 250.000   |
| Frankreich (SNEP)            | Gold                                                                   | 500.000   |
| Italien (FIMI)               | 2× Platin                                                              | 100.000   |
| Neuseeland (RMNZ)            | 3× Platin                                                              | 90.000    |
| Spanien (Promusicae)         | Platin                                                                 | 60.000    |
| Vereinigte Staaten (RIAA)    | Platin (Physisch) · + Gold (Digital)                                   | 2.500.000 |
| Vereinigtes Königreich (BPI) | Platin                                                                 | 1.100.000 |
| Insgesamt                    | 3× Gold · 9× Platin ·                                                  | 4.690.000 |

Hauptartikel: Pink Floyd/Auszeichnungen für Musikverkäufe

## Filmsequenzen
Die folgenden Abschnitte beziehen sich auf The Wall aus dem Jahr 1982 und die Szenen, die dort zu den Liedern an den entsprechenden Stellen gezeigt werden.

### Teil 1
Der Film zeigt den jungen Pink, der sich mit seiner Mutter in einer Kapelle befindet, wo der gefallenen Veteranen des Zweiten Weltkriegs gedacht wird. Sie betet, während er Kriegsmedaillen trägt. Dabei wird die spätere Überfürsorglichkeit der Mutter angedeutet. Pink verlässt schließlich die Kapelle und betritt einen Spielplatz, wo er von einem anderen Vater auf dem Karussell angeschoben wird. Als dieser jedoch nichts weiter mit ihm machen will, setzt sich Pink auf eine Schaukel und zeigt mit Gesichtsmimiken die Sorgen und Lasten, mit denen er geboren wurde. Durch ein Selbstanschwingen, während andere Väter mit ihren Kindern spielen, wird die spätere Bitterkeit Pinks suggeriert.
Roger Waters gab an, dass es sich bei der Kapellenszene um eine abgeänderte Szene seines eigenen Lebens handelt. Er hatte damals den Namen seines Vaters in einem Buch entdeckt.

### Teil 2
Das Video zu Teil 2 ist eines der bekanntesten Videos von Pink Floyd. Gerald Scarfe benutzte für das Set Erinnerungen aus seiner eigenen Schulzeit.
Die Kinder in der fabrikartigen Schule gehen allesamt durch eine Maschine, wo sie gesichtslos wieder herauskommen, was die Auslöschung ihrer Individualität repräsentiert. Anschließend laufen sie blindlings nacheinander in einen großen Fleischwolf, durch den sie gedreht werden, um als Teil der gleichen Fleischmasse herauszukommen. In der fabrikartigen Halle wird die Symbolik von Hämmern gebraucht, welche zerstören und erschaffen können. Die Hämmer der Maschinen zerstören dabei die Individualität der Kinder, während sie perfekte Mitglieder der Gesellschaft erschaffen.
Die Gleichförmigkeit während des Schüleraufstands wird auch im Video gezeigt. Der Gesang der individuellen Rebellion steht dem gleichartigen Benehmen der Masse gegenüber. Die sinnvolle Revolution weitet sich zu einem sinnlosen Akt der Vernichtung aus, in dessen Verlauf die Schule niedergebrannt wird.
Der Beobachter wird zunächst im Unklaren gelassen, ob die Bilder real sind oder nur einem Traum Pinks entfließen. Während die Fabrikszenen wie Pinks Fantasie anmuten, ist bei der anschließenden Revolte nicht erkennbar, ob sie real ist, bis das Video schließlich Pink im Klassenzimmer sitzend zeigt. In späteren Liedern werden Pinks Träume noch intensiver, als sich seine Mauer ausbaut.
Waters zeigt hier die guten und schlechten Seiten der Abwesenheit von Erziehung. Überdominante Personen können ebenso schädlich sein wie das völlige Fehlen von Erziehung, so die These des Videos.

### Teil 3
Mehrere Ereignisse aus Pinks Vergangenheit, darunter seine Heirat und die Zerbombung des Bunkers seines Vaters, werden gezeigt. Die Szenen erinnern an einige der Bilder am Anfang des Films zum Lied In the Flesh?, wo einige Anhänger Pinks von der Polizei belästigt werden. Ein Abschnitt von Pinks Leben ist zu Ende. Er wird sich bald völlig in seiner Mauer einschließen, wo Pink zerfallen wird. Am Ende des Lieds ist die gesamte Mauer zu sehen, die sich von einem Schutz in ein Gefängnis gewandelt hat, das weder von außen noch von innen zu durchbrechen ist.
Waters wollte möglicherweise zeigen, dass das Leben nicht mehr als ein fortwährender Aufstand ist.

## Rechtsstreit
Im November 2004 reklamierten einige der Schüler Tantiemen, auf die sie nach einer 1996 erfolgten Änderung des Urheberrechts als Sessionmusiker Anspruch hatten. Anlässlich der Aufnahme hatte lediglich die Schule eine Platin-Schallplatte und 1000 Pfund Sterling erhalten. Der Rechtsstreit ist bis heute noch nicht entschieden.

## Filme
- The Wall. 1982
- ONE Life: The Brick in The Wall Kids. 2007, Dokumentarfilm der BBC
  - Just another brick in the wall? Präsentation auf BBC News, 2. Oktober 2007